# Basílica de Sainte-Anne-de-Beaupré
La Basílica de Santa Ana de Beaupré (en francés: Sainte-Anne-de-Beaupré) es una basílica junto al Río San Lorenzo, 30 km al este de la ciudad de Quebec. Está acreditada por la Iglesia Católica con muchos milagros de curas de enfermedades. Es un importante santuario del catolicismo, con cerca de medio millón de peregrinos que la visitan cada año. El periodo de mayor número de visitas es el 26 de julio, el día de la fiesta de Santa Ana, santa patrona de Quebec, junto con San Juan Bautista.
La basílica se ubica en Sainte-Anne-de-Beaupré y fue inicialmente un templo para homenajear a Santa Ana. Fue construida por dos razones: tener un espacio para el culto para los nuevos habitantes del área, y albergar una estatua de Santa Ana.
Antes de la construcción de la basílica, se construyó una capilla en 1658 donde se alojo primero la estatua de Santa Ana.

## Dimensiones de la iglesia

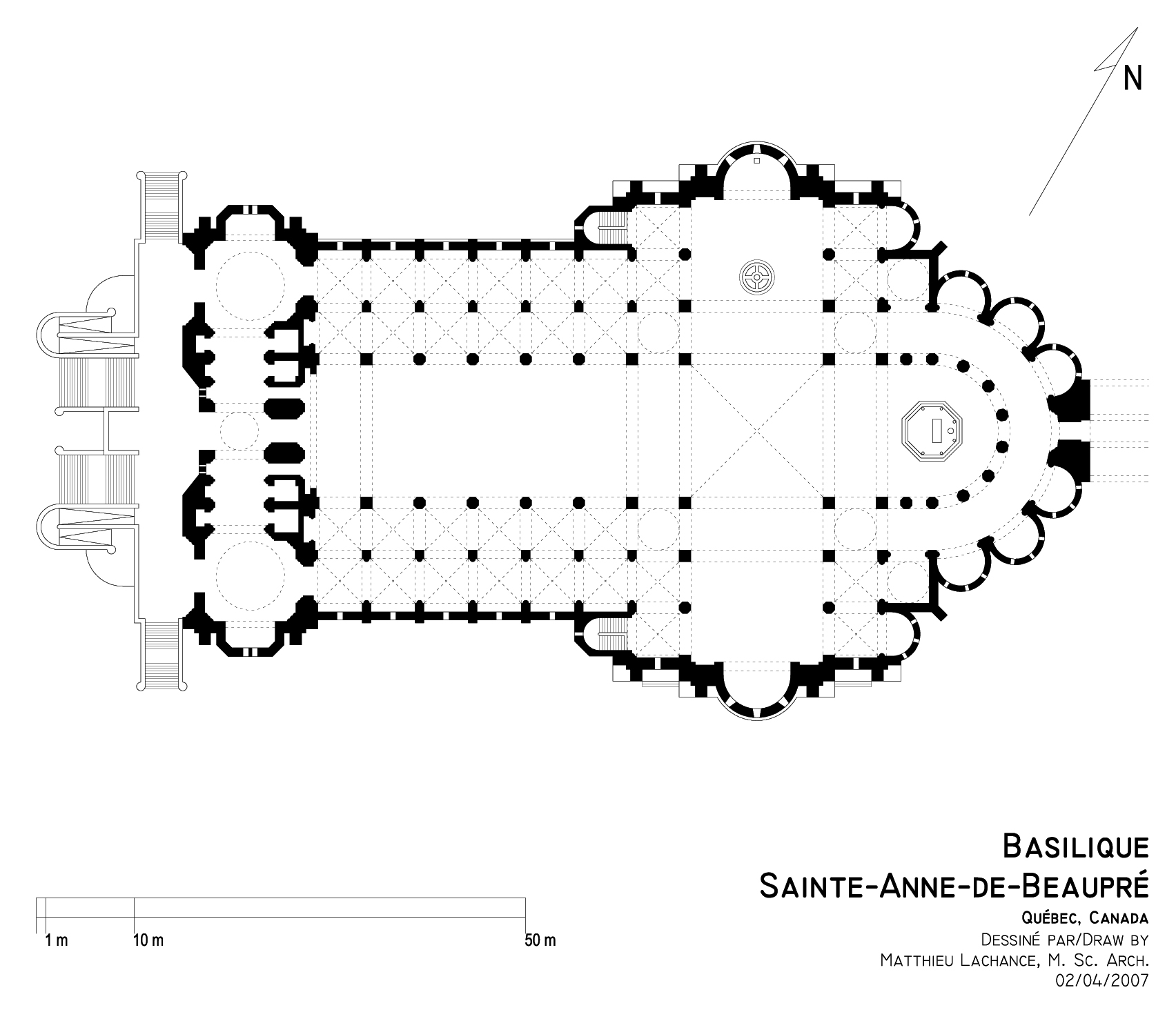
Plano de la basílica

- Longitud: 105 m
- Fachada: 48 m
- Transepto: 61 m
- Altura de la aguja: 91 m

## Fuente
- Basílicas famosas en Québec : Sainte-Anne de Beaupré,[1] absolutviajes.com